# Friedlicher Kampffisch
Der Friedliche Kampffisch (Betta imbellis), gelegentlich auch Kleiner Kampffisch genannt, ist ein Süßwasserfisch in der Unterordnung der Labyrinthfische und wird als schaumnestbauender Kampffisch dem Splendens-Formkreis zugeordnet.

## Merkmale
Der Friedliche Kampffisch erreicht eine Gesamtlänge von circa viereinhalb bis fünf Zentimeter. Weibchen bleiben etwas kleiner. Die Kiemendeckelflecken sind meist blau oder grün gefärbt, sie können jedoch auch rot sein oder gänzlich fehlen. Die Normalfärbung ist schlicht. Sowohl beim Männchen als auch beim Weibchen zeichnen sich zwei dunkle Längsstreifen ab, ergänzt um einen abgesetzten Schwanzwurzelfleck. In der Prachtfärbung erscheint das Männchen in einem intensiven metallischen Blau. Sowohl der Saum der Schwanzflosse, Teile der Afterflosse als auch die Bauchflossen sind rot. Die Weibchen ändern ihre Färbung lediglich in den Bereichen der Flossen in ein zartes Rot (mit Ausnahme der Rückenflosse) und Blau; die übrige Körperfärbung weist dunkle Querstreifen auf. Je nach Verbreitungsgebiet unterscheiden sich die Friedlichen Kampffische in Körperbau und -färbung geringfügig.
Wie alle Labyrinthfische besitzt auch der Friedliche Kampffisch ein Labyrinthorgan, was bedeutet, dass er nicht ausschließlich auf Kiemenatmung angewiesen ist, sondern über das Labyrinthorgan atmosphärischen Sauerstoff atmen kann. Das ermöglicht diesen Fischen, auch in relativ warmem und dadurch sauerstoffarmem Wasser zu überleben.

## Vorkommen
Der Friedliche Kampffisch hat ein weiträumiges Verbreitungsgebiet in Südostasien. Sein natürliches Vorkommen erstreckt sich über Sumatra, Singapur, die Malaiische Halbinsel, Borneo, Laos, die vietnamesische Insel Phú Quốc sowie auf Teile Nord- und Süd-Thailands. Er ist in Bächen, Flüssen, Überschwemmungs- und Regenwaldgebieten anzutreffen. Hier bewohnt er sowohl stehende als auch fließende Gewässer, wobei er sich eher in Flachwasser und ruhigen Wasserregionen mit dichtem submersen Pflanzenwuchs aufhält. Sein Erscheinungsbild ist nur schwer von dem des Siamesischen Kampffischs (Betta splendens) zu unterscheiden. Er ist gegenüber dieser sehr nahestehenden Schwesterart deutlich weniger aggressiv.

## Ökologie
Seit der Erstbeschreibung des Betta imbellis 1975 durch Werner Ladiges wurde die Ökologie der natürlichen Lebensräume eingehend erforscht. Die Typuslokalität ist Kuala Lumpur, Malaysia, der Holotypus befindet sich unter der Katalognummer ZMH H4644 im Zoologischen Museum Hamburg. Je nach Herkunft fallen die Wassertemperaturen sehr unterschiedlich aus. Sie variieren jahreszeitlich zwischen 15 und über 30 °C; während der Fortpflanzungsperiode bevorzugt er Temperaturen bis zu 30 °C. Anzutreffen ist er in allen Wasserarten (Weiß-, Klar- und Schwarzwasser), hierbei sowohl in Still- als auch Fließgewässern im sauren Bereich (pH-Werte zwischen 4,5 und 7,2). Die elektrische Leitfähigkeit liegt zwischen 10 und 280 µS/cm, die Gesamthärte zwischen < 10 und < 30 °dGH.

## Fortpflanzung
Mit dem Bau eines Schaumnests an der Wasseroberfläche signalisiert das Männchen seine Fortpflanzungsbereitschaft. In dieser Zeit der Balz zeigt das Männchen seine ausgeprägte Prachtfärbung. Laichreife Weibchen signalisieren durch senkrecht verlaufende, dunkel hervorstechende Körperstreifen ihre Paarungsbereitschaft. Durch mehrere Scheinpaarungen koordinieren die Partner die gleichzeitige Abgabe von Sperma und Eiern im tatsächlichen Paarungsakt. Unmittelbar unter dem Schaumnest umschlingt das Männchen das auf den Rücken gedrehte Weibchen. Während der Abgabe von Spermien und Eiern befinden sich beide Tiere in einer Laichstarre. Bei der Befruchtung fallen die Eier zu Boden. Das Männchen löst sich daraufhin aus der Laichstarre, sammelt die Eier mit seinem Maul ein und spuckt sie in das Schaumnest. Im Anschluss verteidigt das Männchen den Nestbereich und betreibt die sehr intensive Brutpflege bis zum Freischwimmen der Larven nach vier bis fünf Tagen.

## Bedeutung für den Menschen

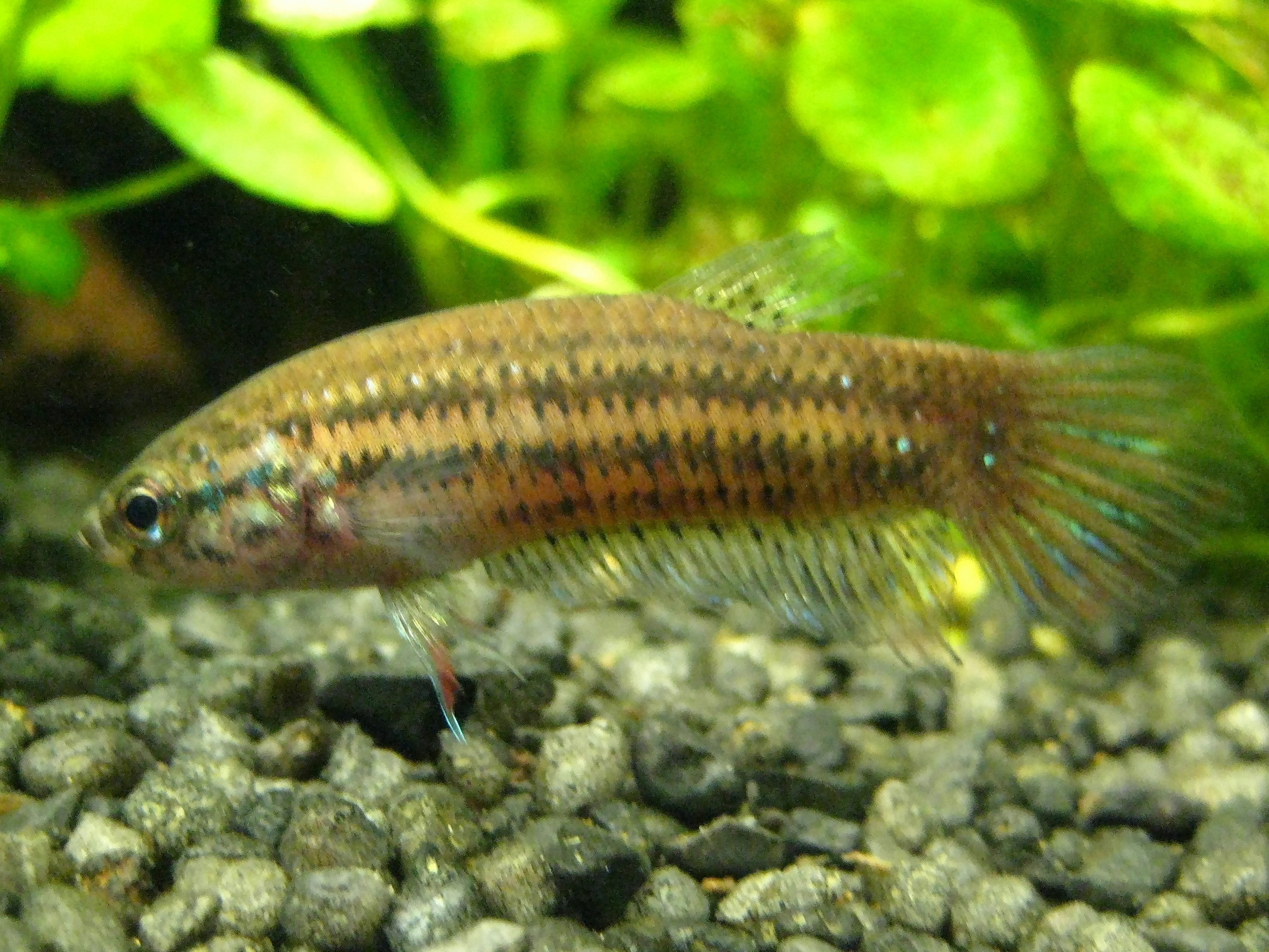
Weibchen in Normalfärbung

Der Friedliche Kampffisch ist ein relativ selten gepflegter Aquarienfisch. Auf Labyrinthfische spezialisierte Aquarianer, meist in der Internationalen Gemeinschaft für Labyrinthfische (IGL) organisiert, pflegen reine Stämme verschiedener Populationen genau bekannter Fundorte, die sich oft deutlich voneinander unterscheiden. Im Handel ist er, wie die meisten Betta-Arten, selten anzutreffen.